# Centauro

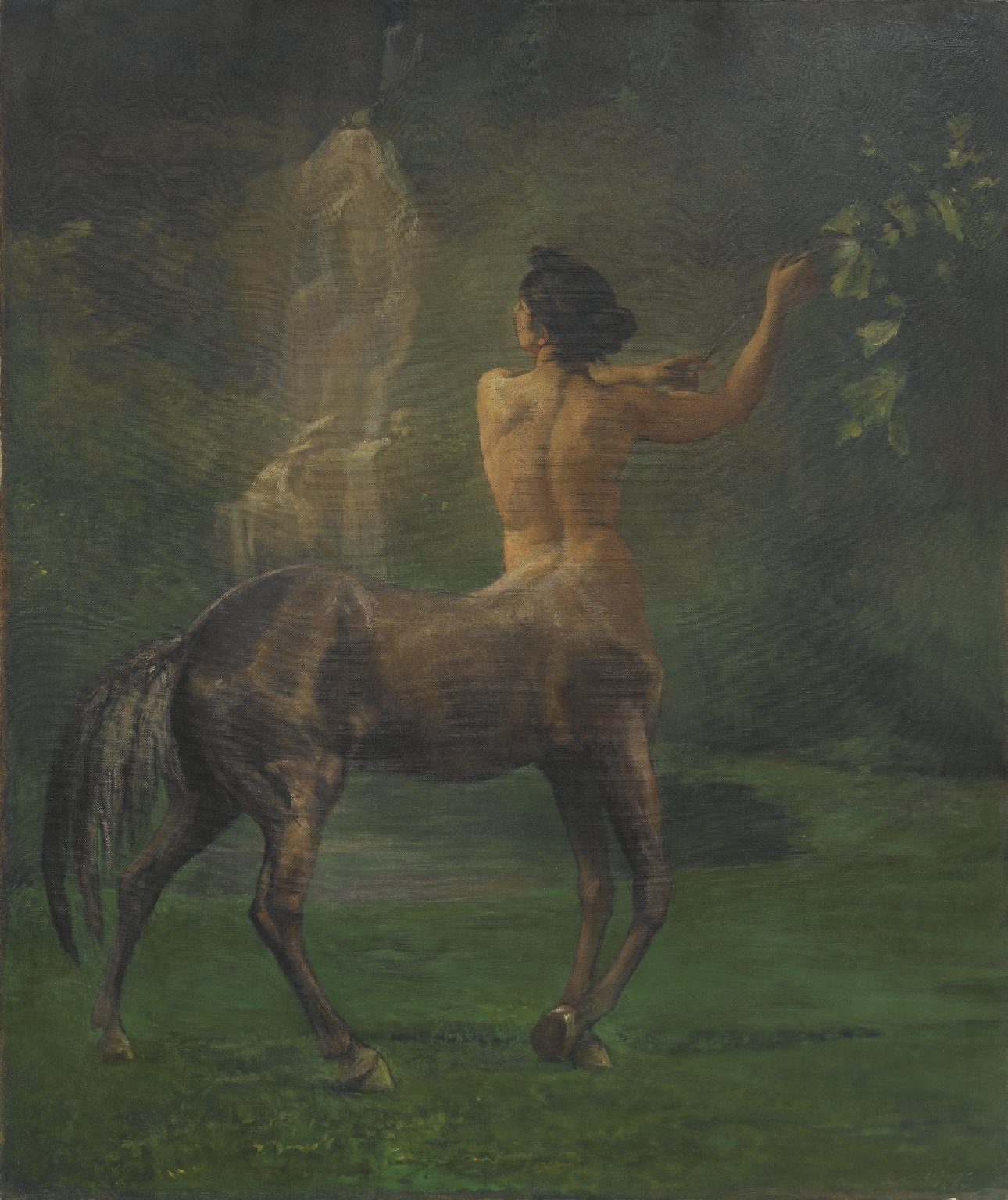
Centauress, por John La Farge.

Um(a) centauro ([sẽˈtawru]; em grego clássico: κένταυρος; romaniz.: kéntauros; em latim: centaurus), ou ocasionalmente hipocentauro, é uma criatura da mitologia grega com a parte superior do corpo de um humano e a parte inferior do corpo e pernas de um cavalo.
Centauros são considerados em muitos mitos gregos como sendo tão selvagens quanto cavalos indomáveis, e dizem ter habitado a região de Magnésia e o monte Pélio na Tessália, a floresta de carvalhos Folos na Élida e a península Maleana no sul da Lacônia. Centauros são posteriormente apresentados na mitologia romana, e eram figuras familiares no bestiário medieval. Eles continuam a ser uma base da literatura fantástica moderna.

## Etimologia
A palavra grega kentauros é geralmente considerada de origem obscura. A etimologia de ken + tauros, 'touro perfurante', foi uma sugestão evemerista no texto racionalizador de Paléfato sobre a mitologia grega, Sobre Contos Incríveis (Περὶ ἀπίστων), que incluía arqueiros montados de uma vila chamada Nephele eliminando uma manada de touros que foram o flagelo do reino de Ixion. Outra possível etimologia relacionada pode ser "matador de touros".

## Origem do mito

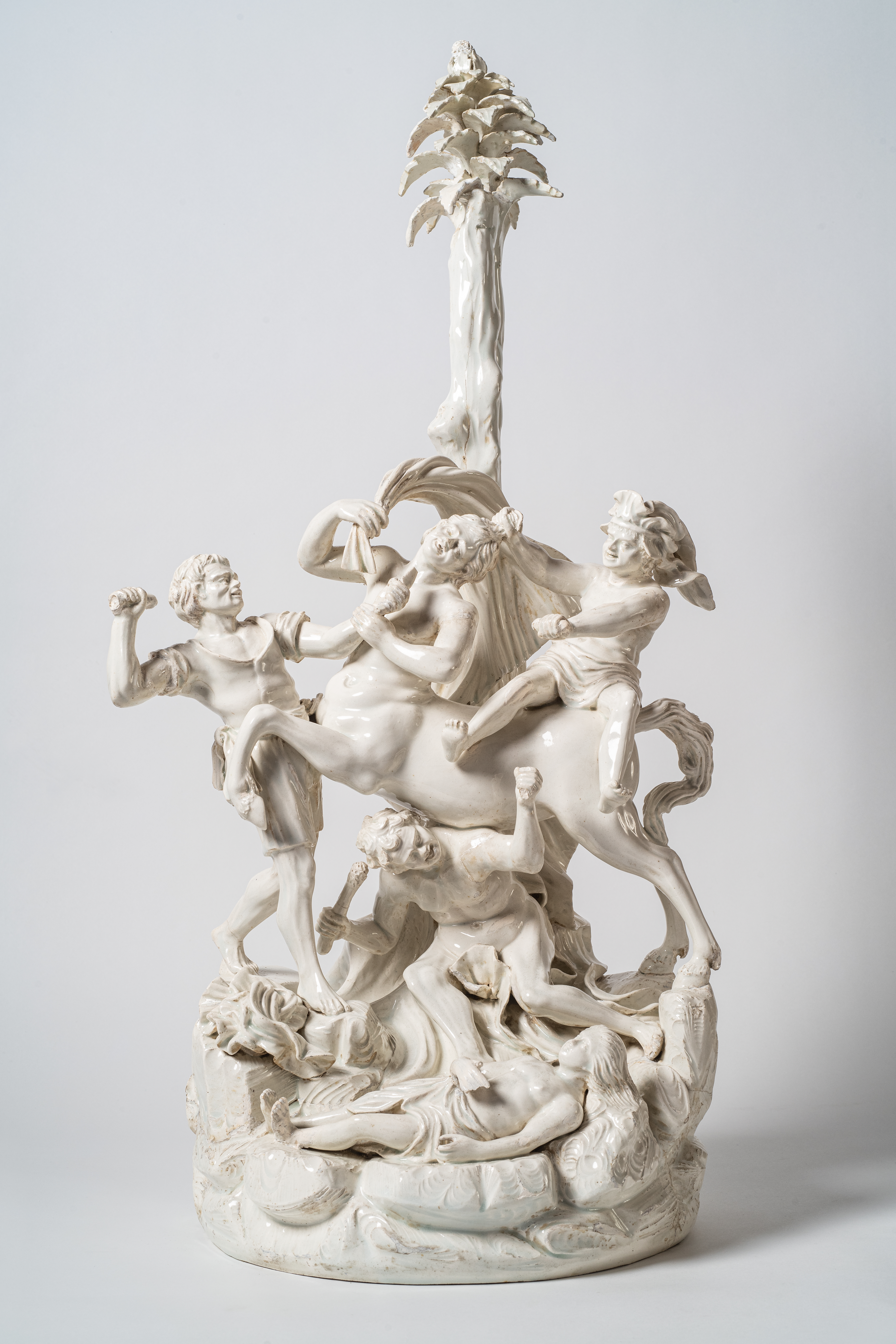
Centauros no casamento de Hipodâmia. Coleção da Casa Museu Eva Klabin

A teoria mais comum sustenta que a ideia de centauros veio da primeira reação de uma cultura não-equitação, como no mundo minoico do Egeu, aos nômades que foram montados em cavalos. A teoria sugere que tais cavaleiros apareceriam como meio homem, meio animal. Bernal Díaz del Castillo relatou que os astecas também tinham esse equívoco sobre os cavaleiros espanhóis.
A tribo lápita da Tessália, que eram os parentes dos centauros no mito, foram descritos como os inventores da equitação por escritores gregos. As tribos da Tessália também alegaram que suas raças de cavalos descendiam dos centauros.
Robert Graves (baseando-se no trabalho de Georges Dumézil, que sugeriu traçar a origem dos centauros no Gandarva indiano), especulou que os centauros eram um culto fraterno pré-helênico vagamente lembrado que tinha o cavalo como um totem. Uma teoria semelhante foi incorporada em The Bull from the Sea, de Mary Renault.